# Melchior Goldast
Melchior Goldast von Haiminsfeld (* 6. Januar 1578 in Espen, heute Teil von Bischofszell; † 11. August 1635 in Gießen) war ein Schweizer Humanist, Jurist, Historiker, Diplomat, Editor, Kompilator und bibliophiler Bibliomane.
Der Namenszusatz von Haiminsfeld beruht auf einer Urkunde von 1220 die er sich aneignete, dort wird ein  Magister Gerung Goldast von Haimevelt genannt, gemeint ist wohl Hamisfeld bei Dozwil.

## Leben
Melchiors Vater war wohl der Patrizier Heinrich (Bruder des Georg, Ratsherr in Bischofszell und 1558 Bürger in St. Gallen) seine Mutter war Cleopha von Gonzenbach. Goldast besuchte von 1590 bis 1593 die Lateinschule Memmingen (ab 1572) im ehemaligen Augustinerinnenkloster Memmingen. Er studierte ab 1593 Rechtswissenschaften an der Jesuiten-Universität Ingolstadt und ab 1595 an der Universität Altdorf. Hier erlangte er 1597 den Magister. 1598 war er Privatgelehrter in der Schweiz, unter anderem in St. Gallen und in Genf. 1599 forschte er in der Stiftsbibliothek St. Gallen bei Dr. Bartolome Schobinger einem Sohn des Bartholomäus Schobinger. Er promovierte dann (nach eigener Aussage) an der Universität Heidelberg zum Doktor beider Rechte, was aber offenbar nicht belegbar ist. Von 1603 bis 1605 unterrichtete er wohl die Söhne (welche ?) des Johann Philipp von Hohensax (1596 †) der über Schobinger mit ihm bekannt war.
Um die Jahrhundertwende setzte er sich intensiv mit der Literatur des Mittelalters, vor allem dem Codex Manesse auseinander. Goldast fertigte umfangreiche Notizen zu der Handschrift an, zitierte und edierte sie in Teilen in seinen gedruckten Werken und machte sie so erstmals einer größeren Öffentlichkeit bekannt.
1609 bewarb sich Melchior Goldast bei Graf Philipp Ludwig II. von Hanau-Münzenberg um die vakante Stelle des Abtes des Klosters Schlüchtern. Der Graf verfolgte aber eine streng reformierte Kirchenpolitik, so dass ihm die Fortführung eines Klosters nicht mehr opportun erschien. Er besetzte die Stelle nicht wieder, verlieh Melchior Goldast aber ehrenhalber den Titel eines Rates. Melchior Goldast lebte ab 1606 in Frankfurt am Main. Hier verfasste er historische und juristische Gutachten, vor allem zu verfassungsrechtlichen Problemen. Um 1606 lernte er den Historiker Michael Caspar Lundorp kennen, mit dem er gemeinsam an einer Ausgabe der Werke Titus Petronius arbeitete. 1612 heiratete er in Frankfurt. 1614 war er kurzzeitig Berater am Hof von Sachsen-Weimar. 1615 wurde er Hofrat und Rechtsberater am Hof in Bückeburg. Ab 1624 lebte er wieder in Frankfurt am Main. Er arbeitete nun für den Landgrafen von Hessen. 1630 siedelte er nach Gießen über.
1631 setzte die römisch-katholische Glaubenskongregation seine sämtlichen Werke auf den Index.

## Seine Bibliothek
Goldast hatte eine sehr starke Leidenschaft für Bücher und Handschriften. In seiner Bibliothek befanden sich viele Schriften aus der Stadtbibliothek St. Gallen Vadiana,  die er dort entwendet hatte. Es fand auch eine Gerichtliche Untersuchung statt in der alles bestritt letztlich kam mit einer glimpflichen Strafe davon. Der Gelehrte versuchte seine Bibliothek 1624 in Bremen zu sichern. Sie wurde im Katharinenkloster von Bremen eingelagert. Nach Goldasts Tod verhandelte der Rat der Stadt Bremen mit den Erben über den Verbleib und den Ankauf der Bücher für Bremen. 1646 kamen die Verhandlungen zum Abschluss und Bremen hatte den Grundstock für seine 1660 eröffnete öffentliche Stadtbibliothek, die Bibliotheca Bremensis, bestehend aus heute wertvollen Handschriften, Urkunden und Inkunabeln aus der Frühzeit des Buchdrucks. Eines der bedeutendsten Manuskripte ist das im Kloster Echternach geschaffene Perikopenbuch Heinrichs III., welches sich heute mit anderen Büchern aus Goldasts Sammlung in der Staats- und Universitätsbibliothek Bremen befindet. Einige wertvolle Bücher, unter anderem von antiken Autoren, erbat und erhielt 1650 – vermittelt durch ihren Rat Isaac Vossius (1618–1689) – Königin Christine von Schweden. Ein kleiner Teil des Nachlasses, darunter 41 Pergamenturkunden sowie 98 Humanistenbriefe, kehrten 1948 nach St. Gallen zurück.

## Schriften
- Suevicarum rerum scriptores aliquot veteres, partim primum editi, partim emendatius atq[ue] auctius, In quibus Suevorum origo, migratio, regna, principes, bella, foedera, religiones, monasteria, civitates, comitatus ... memoriae mandantur. Richter, Frankfurt am Main 1605. (Digitalisat)
- Alamannicarum rerum scriptores aliquot vetusti, in 2 partes tributus a quibus Alamannorum, qui nunc partim Suevis, partim Helvetiis cessere, historiae tam saeculares quam Ecclesiasticae ... perscripta sunt. 2 Bände. Richter, Frankfurt am Main 1606. (Digitalisat Band 1), (Band 2)
- Politische ReichsHändel Das ist/ Allerhand gemeine Acten/ Regimentssachen/ und Weltliche Discursen: Das gantze heilige Römische Reich/ die Keyserliche und Königliche Majestäten/ den Stul zu Rom/ die gemeine Stände deß Reichs/ insonderheit aber das geliebte Vatterlandt Teutscher Nation betreffendt. Bringer, Frankfurt am Main 1614. (Digitalisat)
- Catholicon rei monetariae, sive, Leges monarchicae generales de rebus nummariis et pecuniariis. Weiss, Frankfurt am Main 1620. (Digitalisat)
- Reichshandlung und andere deß Heiligen Römischen Reichs Acta. Halbey, Hanau 1609. (Digitalisat)